# Attilio Redolfi
Attilio Redolfi (Aviano, 8 settembre 1923 – Draguignan, 15 giugno 1997) è stato un ciclista su strada italiano naturalizzato francese che corse negli anni '40 e '50.

## Carriera
Di origine friulana, divenne cittadino francese nel 1949. Professionista dal 1947 al 1957, si impose in varie corse di un giorno ed un terzo posto nella prova in linea dei campionati nazionali francesi.
Secondo alla prima tappa del Tour de France 1951, sfiorando la maglia gialla, è giunto terzo in occasione della terza vittoria del giro delle Fiandre di Fiorenzo Magni, sempre nel 1951.

## Palmarès

### Strada
- 1948 (Metropole, una vittoria)

Grand Prix cycliste d'Espéraza
- 1950 (Mercier, una vittoria)

Tour de l'Ouest
- 1951 (Mercier, cinque vittorie)

Boucles de la Seine
1ª tappa Critérium du Dauphiné
Classifica generale Paris-Saint-Étienne
1ª tappa Tour du Maroc
Classifica generale Tour du Maroc
- 1952 (Vicini, una vittoria)

11ª tappa Tour d'Afrique du Nord

## Piazzamenti

### Grandi Giri
- Giro d'Italia

1956: squalificato (16ª tappa)
- Tour de France

1949: ritirato (5ª tappa)
1950: 20º
1951: ritirato (10ª tappa)
1953: ritirato (14ª tappa)
1954: ritirato (14ª tappa)